# Pauselijk Instituut voor Gewijde Muziek

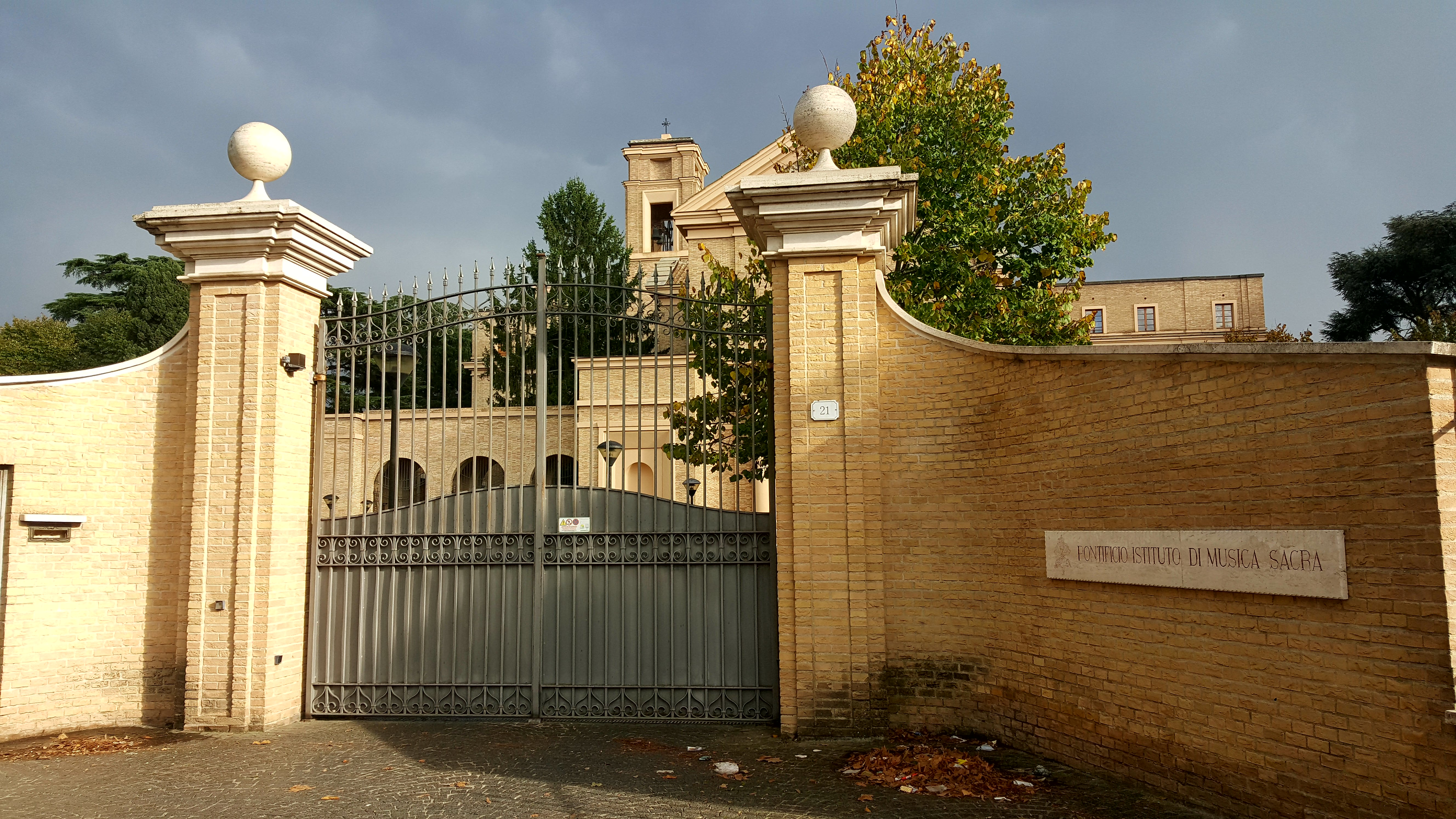
Pauselijk Instituut voor Gewijde Muziek

Het Pauselijk Instituut voor Gewijde Muziek is een instelling van de Romeinse Curie. Het Instituut werd in 1910 opgericht door paus Pius X, die met het motu proprio Tra le sollecitudini uit 1903  al zijn bijzondere zorg voor de gewijde muziek en de Gregoriaanse muziek in het bijzonder onder woorden had gebracht. Aan het Instituut is sinds 1911 een conservatorium verbonden (de Scuola Superiore di Musica Sacra), deze school kreeg in 1931 van paus Pius XI de status van pauselijke universiteit. 
Het Instituut heeft tot taak het bestuderen en bewaren van gewijde muziek in de breedste zin van het woord. Grootkanselier van het Instituut is de Italiaanse kardinaal Giuseppe Versaldi. Er zijn ongeveer 30 musici en muziektheoretici aan het Instituut verbonden. Naast het bezorgen van wetenschappelijke uitgaven organiseert het Instituut veel concerten en symposia. Ook worden zomerscholen georganiseerd waar bijvoorbeeld dirigenten van kerkkoren vanover de gehele wereld nader geschoold kunnen worden.